# Meschack Elia
Meschack Elia, (Kinshasa, 6 de agosto de 1997) é um futebolista congolês que atua como atacante ou ponta no Young Boys.